# Tiago Paraná
Tiago da Silva (Pinhais, 28 de julho de 1995), tambem conhecido como Tiago Paraná, é um futebolista paralímpico brasileiro que atua no time de futebol de cinco curitibano Maestros da Bola.
Foi campeão junto à Seleção Brasileira de Futebol de Cinco Masculino nos Jogos Paralímpicos de Verão do Rio 2016 e Tóquio 2020 e campeã nos Jogos Parapan-Americanos de Toronto 2015, Lima 2019 e Santiago 2023.
Nasceu com alta miopia. Com dois anos, sofreu um descolamento de retina no olho esquerdo. Três anos depois em 2000, sofreu também um descolamento da retina do olho direito, e ficou completamente cego. Já praticou outros esportes como natação, atletismo e goalball, antes de ingressar ao futebol de cegos em 2009. Em 2013, quatro anos depois, foi convocado pela primeira vez para a Seleção Brasileira.